# El Paso, Hidalgo
El Paso är en ort i Mexiko.   Den ligger i kommunen Tecozautla och delstaten Hidalgo, i den sydöstra delen av landet, 140 km norr om huvudstaden Mexico City. El Paso ligger 1 630 meter över havet och antalet invånare är 256.
Terrängen runt El Paso är varierad. El Paso ligger nere i en dal. Runt El Paso är det ganska tätbefolkat, med 60 invånare per kvadratkilometer. Närmaste större samhälle är Tecozautla, 4,9 km söder om El Paso. Trakten runt El Paso består i huvudsak av gräsmarker.